# Martin Rhonheimer
Martin Rhonheimer (Zúrich, 18 de junio de 1950) es un profesor de filosofía política suizo y sacerdote de la prelatura Opus Dei. Desde julio de 2017 es profesor en la Pontificia Universidad de la Santa Cruz en Roma.

## Vida
Rhonheimer nació en 1950 en Zúrich, Suiza en una familia judía suiza. Estudió filosofía, historia, ciencias políticas y teología en Zúrich y Roma.
En 1974 se incorpora a la prelatura personal del Opus Dei como miembro numerario. En 1983, fue ordenado sacerdote. Desde julio de 2017 enseña en la Pontificia Universidad de la Santa Cruz en Roma. Sus principales intereses son la filosofía política, la ética, la historia del liberalismo.
También suele aparecer en entrevistas y dar charlas de manera presencial y online en distintas universidades e instituciones académicas, como el Instituto Acton, el Instituto Austríaco o la Universidad del CEMA.
Rhonheimer ha publicado una docena de libros sobre temas relacionados con la filosofía de la acción moral, la virtud, la ley natural , Aquino, Aristóteles, la ética de la sexualidad y la bioética .

## Opiniones
Las editoriales periódicas de Rhonheimer, han sido publicadas en periódicos alemanes, como el FAZ y el Nuevo Periódico de Zúrich.

#### Separación de Iglesia y Estado
En 2014, Rhonheimer escribió que un elemento fundamental del cristianismo era la separación de la iglesia y la política, que podría entenderse como sinónimo de separación de la Iglesia y el Estado.

#### Economía
En 2017, Rhonheimer criticó la opinión del Papa Francisco de que "esta economía mata". Apoya los puntos de vista neoliberales del espíritu empresarial, para los cuales el capitalismo de libre mercado es "necesario". Él dice que "buscar ganancias es bueno en sí mismo y en un sistema de mercado libre y legalmente ordenado genera bienestar para todos". Critica las enseñanzas sociales católicas porque "no había formulaciones exactas en el Nuevo Testamento" y "siempre habían sido producto de su tiempo". ["Mientras tanto, hemos conseguido un sistema de iglesias del estado de bienestar, porque la iglesia se ha integrado tanto en las estructuras del estado de impuestos y bienestar redistributivo que ya no es libre de cuestionar un sistema que, por ejemplo, contradice abiertamente el sistema. principio de subsidiariedad y proporciona incentivos económicamente falsos."]